# Made in Germany 1995-2011 Tour
Made in Germany 1995-2011 Tour o simplemente Made in Germany Tour fue una gira de la banda de metal industrial alemana Rammstein para promocionar su primer álbum recopilatorio Made in Germany 1995-2011. La gira consiste en una fase europea a finales del 2011 y principios del 2012, una fase en Norteamérica a mediados del 2012, y terminando en una fase también europea en 2013 que consistía en su mayoría en festivales y conciertos al aire libre. Éste tour marcó su primera presentación en Irlanda.
La banda se presentaria por segunda vez consecutiva y única en Tacoma, Washington el 14 de mayo de 2012.

## Setlist
Conciertos de ensayo (2011)
1. Sonne
2. Amerika
3. Keine Lust
4. Sehnsucht
5. Asche zu Asche
6. Feuer frei!
7. Mutter
8. Mein Teil
9. Du Riechst So Gut
10. Links 2 3 4
11. Du Hast
12. Haifisch

- Encore

1. Bück Dich
2. Mann gegen Mann
3. Pussy

- Encore

1. Mein Herz Brennt
2. Wollt Ihr Das Bett In Flammen Sehen?
3. Ohne Dich

- Encore

1. Engel
2. Ich will

Fase europea y norteamericana (2011-2012)
1. Sonne
2. Wollt Ihr Das Bett In Flammen Sehen?
3. Keine Lust
4. Sehnsucht
5. Asche zu Asche
6. Feuer frei!
7. Mutter
8. Mein Teil
9. Du Riechst So Gut
10. Links 2 3 4
11. Du Hast
12. Haifisch

- Escenario B

1. Bück Dich
2. Mann gegen Mann
3. Ohne Dich

- Encore

1. Mein Herz Brennt
2. Amerika
3. Ich will

- Encore

1. Engel
2. Pussy

Conciertos de ensayo de la última fase europea (2013)
1. Ich tu dir weh
2. Wollt Ihr Das Bett In Flammen Sehen?
3. Keine Lust
4. Sehnsucht
5. Asche zu Asche
6. Feuer frei!
7. Wiener Blut
8. Mein Teil
9. Mein Herz Brennt (Piano Version)
10. Benzin
11. Du Riechst So Gut
12. Links 2 3 4
13. Du Hast
14. Rammstein (Intro)
15. Bück Dich
16. Ohne Dich

- Encore

1. Sonne
2. Ich will
3. Pussy

Última fase europea (2013)
1. Ich tu dir weh
2. Wollt Ihr Das Bett In Flammen Sehen?
3. Keine Lust
4. Sehnsucht
5. Asche zu Asche
6. Feuer frei!
7. Mein Teil
8. Ohne Dich
9. Wiener Blut
10. Du Riechst So Gut
11. Benzin
12. Links 2 3 4
13. Du Hast
14. Rammstein (Intro)
15. Bück Dich
16. Ich will

- Encore

1. Mein Herz Brennt (Piano Version)
2. Sonne
3. Pussy

## Curiosidades
- Sehnsucht no se tocó en Zagreb, el 8 de noviembre de 2011.
- Para los tres primeros conciertos (en Bratislava, Zagreb y Budapest), Pussy se tocó después de Mann gegen Mann, Wollt Ihr Das Bett In Flammen Sehen? y Amerika se cambiaron, Engel se tocó antes que Ich will, con el cual se terminaban los conciertos. Ohne Dich se tocó antes de Engel.
- Para los conciertos en Budapest, Praga y Gdansk, Engel se tocó después de Pussy, con el cual terminaron los conciertos. Wollt Ihr Das Bett In Flammen Sehen? y Amerika se cambiaron.
- En Munich interpretaron Bayern, des Samma Mia, después Pussy.
- En Helsinki, Rammstein se volvió a reunir con Apocalyptica para interpretar de nuevo Mein Herz Brennt.
- Los teloneros para la primera y segunda fase de la gira fueron Deathstars.
- Para los conciertos en París, el 6 y 7 de marzo, Frühling in Paris se tocó después de Pussy.
- Para la gira norteamericana, Montreal, Quebec, Vancouver y Columbia Británica eran las últimas fechas que tocaron Bück Dich en su forma tradicional. Debido a razones empíricas en Estados Unidos, una presentación alternativa consistió en que Christian "Flake" Lorenz le "tirara una lámpara" encima a Till Lindemann.
- El telonero durante la gira norteamericana fue Joe Letz, baterista de Combichrist, pero esta vez se desempeñó como DJ interpretando algunos remixes de las canciones de Rammstein.
- Para el concierto en Denver, en el Children Medieval Band iniciaron con Ich will y Sonne.
- Durante los primeros conciertos del 2013 tocaron con el setlist del concierto de ensayo en lugar del regular.